# Costică Ștefănescu
Costică Ștefănescu (n. 26 martie 1951 București – d. 20 august 2013) a fost un jucător român de fotbal, care a evoluat pentru echipa națională de fotbal a României și a fost supranumit "Ministrul apărării".
În martie 2008 a fost decorat cu Ordinul „Meritul Sportiv” clasa a III-a, pentru participarea la Campionatul European din 1984 și pentru întreaga activitate.

## Biografie
După retragere, Ștefănescu și-a început cariera în antrenorat. Ultima echipă antrenată de el a fost Al-Jaish Syria din Damasc. Este al doilea fotbalist după numărul de meciuri jucate în Liga I, 490. A murit la 20 august 2013: fiind diagnosticat cu cancer pulmonar, el a decis să se arunce de la balconul spitalului unde era internat.

## Palmares

### Jucător
Steaua Bucuresti
- Cupa României: 1970, 1971,

Universitatea Craiova
- Liga I: 1973–74, 1979–80, 1980–81
- Cupa României: 1977, 1978, 1981, 1983

### Antrenor
Al-Wakrah
- Qatar Sheikh Jassem Cup: 1991

Al-Jaish
- Cupa Siriei: 2004
- AFC Cup: 2004